# Brian Price (giocatore di football americano)
Brian Larisso Price (Los Angeles, 10 aprile 1989) è un giocatore di football americano statunitense che gioca nel ruolo di defensive tackle nella National Football League (NFL) e attualmente è free agent.
Fu scelto nel corso del secondo giro (35º assoluto) del Draft NFL 2010 dai Tampa Bay Buccaneers. Al college ha giocato a football a UCLA.

## Carriera professionistica

### Tampa Bay Buccaneers
Dopo la vittoria di UCLA nell'EagleBank Bowl del 2009 , Price annunciò la propria intenzione di saltare l'ultimo anno di college e rendersi eleggibile nel Draft 2010 dove fu scelto nel secondo giro dai Tampa Bay Buccaneers. Fu inserito in lista infortunati il 2 novembre 2010 a causa di un infortunio al bacino. Price mise a segno il suo primo sack in carriera sul quarterback degli Atlanta Falcons Matt Ryan durante la settimana tre della stagione 2011.
Durante la settimana 13 della stagione 2011, contro i Carolina Panthers, Price colpì la guardia dei Panthers Mackenzy Bernadeau dopo la fine del terzo quarto in seguito a un'azione in cui Cam Newton aveva subito un sack dove aveva perso quattro yard. Price fu penalizzato per violenza non necessaria. Il sack avrebbe forzato i Panthers a una situazione di terzo&14 ma, dal momento che la penalità fu di 15 yard, Carolina conquistò automaticamente il primo down in un drive che si concluse con il touchdown che permise ai Panthers di consolidare la propria leadership nella partita (i Panthers vinsero 38-19). L'allenatore dei Buccaneers Raheem Morris fu così furioso che tolse Price per il resto della partita. La scena fu simile quella in cui l'allenatore dei San Francisco 49ers Mike Singletary levò Vernon Davis per tutta la partita dopo un fallo inutile nel 2008.

### Chicago Bears
Il 26 luglio 2012, Price fu scambiato coi Chicago Bears per una scelta del settimo giro del draft. Il 3 settembre fu svincolato dai Bears.

### Dallas Cowboys
Nel 2013, Pride passò ai Dallas Cowboys. Il 9 maggio fu svincolato.

## Vittorie e premi
Nessuno

## Statistiche
| Partite totali      | 20  |
| Partite da titolare | 14  |
| Tackle totali       | 27  |
| Sack                | 3,0 |
| Intercetti          | 0   |
| Fumble forzati      | 0   |

Statistiche aggiornate alla stagione 2012